# Raimo Vartia
Raimo Veikko Vartia, né le 15 janvier 1937 à Helsinki en Finlande et mort le 18 décembre 2018 à Helsinki, est un joueur finlandais de basket-ball.